# Warakorn Thongbai

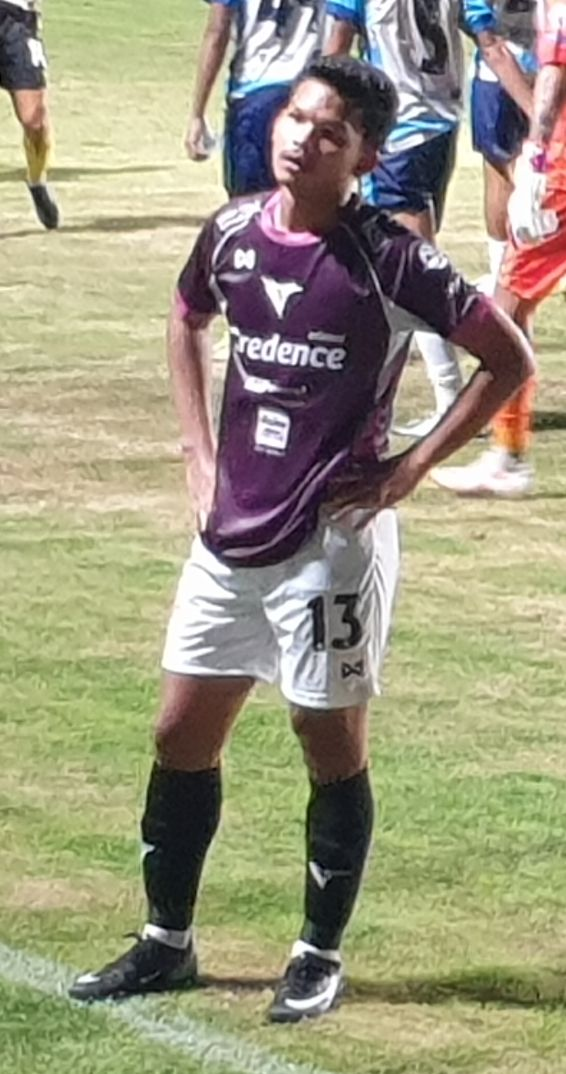

Warakorn Thongbai (thailändisch วรากร ทองใบ, * 22. Mai 2002 in Samut Prakan), auch als Chok bekannt, ist ein thailändischer Fußballspieler.

## Karriere

### Verein
Warakorn Thongbai erlernte das Fußballspielen in der Jugendmannschaft des Chonburi FC. Hier unterschrieb er 2020 auch seinen ersten Vertrag. Der Verein aus Chonburi spielte in der höchsten thailändischen Liga, der Thai League. Die Saison 2020 wurde er an den Banbueng FC ausgeliehen. Mit dem Verein, der ebenfalls in Chonburi beheimatet ist, spielte er in der dritten Liga, der Thai League 3. Hier trat er mit Banbueng in der Lower Region an. Im November 2020 kehrte er nach der Ausleihe nach Chonburi zurück. Im Januar 2021 wechselte er auf Leihbasis zum Khon Kaen United FC. Der Klub aus Khon Kaen spielte in der zweiten Liga, der Thai League 2. Sein Profidebüt gab er am 7. März 2021 im Heimspiel gegen den Sisaket FC. Hier wurde er in der 76. Minute für den Spanier David Cuerva eingewechselt. In der Saison 2020/21 wurde er mit Khon Kaen Tabellenvierter und qualifizierte sich für die Aufstiegsspiele zur zweiten Liga. Hier konnte man sich im Endspiel gegen den Nakhon Pathom United FC durchsetzen und stieg somit in die zweite Liga auf. Für Khon Kaen absolvierte er sechs Zweitligaspiele. Der Erstligaaufsteiger Nongbua Pitchaya FC lieh ihn ab Mai 2021 aus. Für den Erstliganeuling bestritt er acht Erstligaspiele. Nach Ende der Ausleihe kehrte er nach Chonburi zurück. Im Juli 2022 wechselte er wieder auf Leihbasis zum Erstligaabsteiger Samut Prakan City FC. In der Hinrunde 2022/23 absolvierte er zwölf Zweitligaspiele für den Verein aus Samut Prakan. Zur Rückrunde wechselte er im Dezember 2022 ebenfalls auf Leihbasis zum Zweitligisten Krabi FC. Nach sieben Zweitligaspielen kehrte er im Sommer nach Chonburi zurück. Zu Beginn der Saison 2023/24 lieh ihn der Zweitligist Customs United FC aus. Am Ende der Saison 2023/24 belegte er mit dem Klub den vorletzten Tabellenplatz und musste somit in die dritte Liga absteigen. Nach dem Abstieg kehrte er nach Chonburi zurück. Hier wurde sein Vertrag jedoch nicht verlängert. Im Juli 2024 unterschrieb er einen Vertrag beim Erstligaabsteiger Trat FC. Für den Verein aus Trat bestritt er 17 Zweitligaspiele. Nach einer Spielzeit wechselte er im Sommer 2024 zu den ebenfalls in der zweiten Liga spielenden Chainat Hornbill FC.

### Nationalmannschaft
Warakorn Thongbai spielte 2018 dreimal in der thailändischen U16-Nationalmannschaft. Mit der Mannschaft nahm er an der U16-Asienmeisterschaft in Malaysia teil.